# Michael Cooper (rugby à XIII)
Pour les articles homonymes, voir Michael Cooper et Cooper.

a Compétitions nationales et continentales officielles uniquement.

b Matchs officiels uniquement.
Michael Cooper dit Mike Cooper, né le 15 septembre 1988 à Warrington (Angleterre), est un joueur de rugby à XIII anglais évoluant au poste de pilier, deuxième ligne ou troisième ligne dans les années 2000, 2010 et 2020. Il fait ses débuts professionnels les Wolves de Warrington en 2006 en Super League. Il remporte avec Warrington quatre titres de Challenge Cup et dispute des finales de Super League. Il est également l'objet d'un prêt à Castleford en 2010. Il connaît une expérience de trois années en National Rugby League à St. George Illawarra.
Il connaît également des sélections en sélection d'Angleterre entre 2015 et 2016.

## Palmarès
- Collectif:
  - Vainqueur de la Challenge Cup : 2009, 2010[1], 2012[1], 2019 (Warrington) et 2024 (Wigan).
  - Finaliste de la Super League : 2012, 2013 et 2018 (Warrington).
  - Finaliste de la Challenge Cup : 2018 (Warrington).

- Individuel :
  - Nommé dans l'équipe de la Super League : 2020 (Warrington).